# Cetoscarus
Genre
Cetoscarus est un genre de poissons marins de la famille des Scaridae, appelés plus communément « poissons-perroquets ». 

## Liste des espèces
Selon World Register of Marine Species (6 mai 2014) et FishBase (6 mai 2014) :
- Cetoscarus bicolor (Rüppell, 1829) — Perroquet à points rouges ou Perroquet bicolore de mer Rouge
- Cetoscarus ocellatus (Valenciennes, 1840) — Perroquet bicolore

Ces deux espèces ont souvent été regroupées sous le seul nom du premier, désormais considéré comme seulement endémique de mer Rouge. 

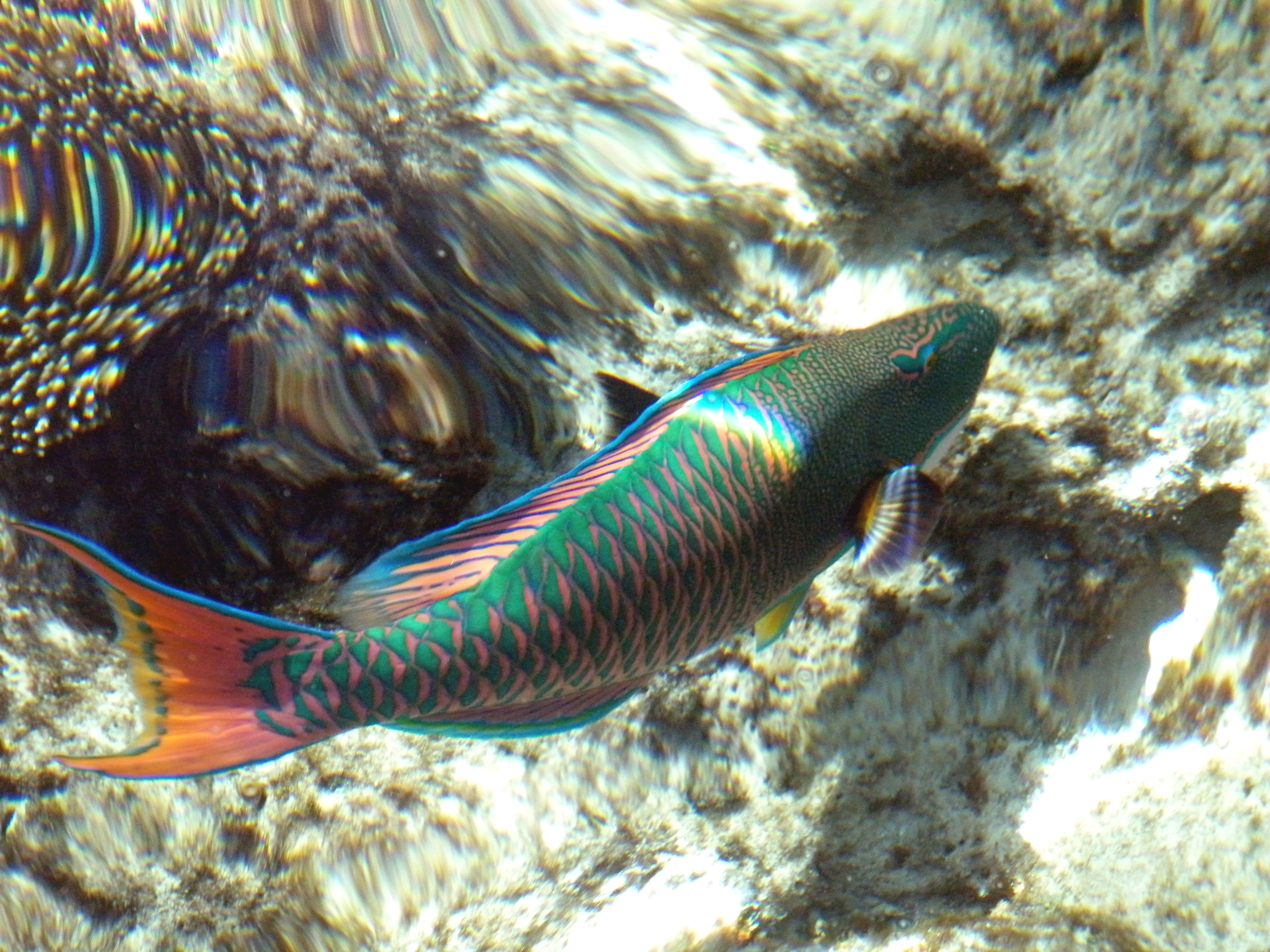
Cetoscarus bicolor
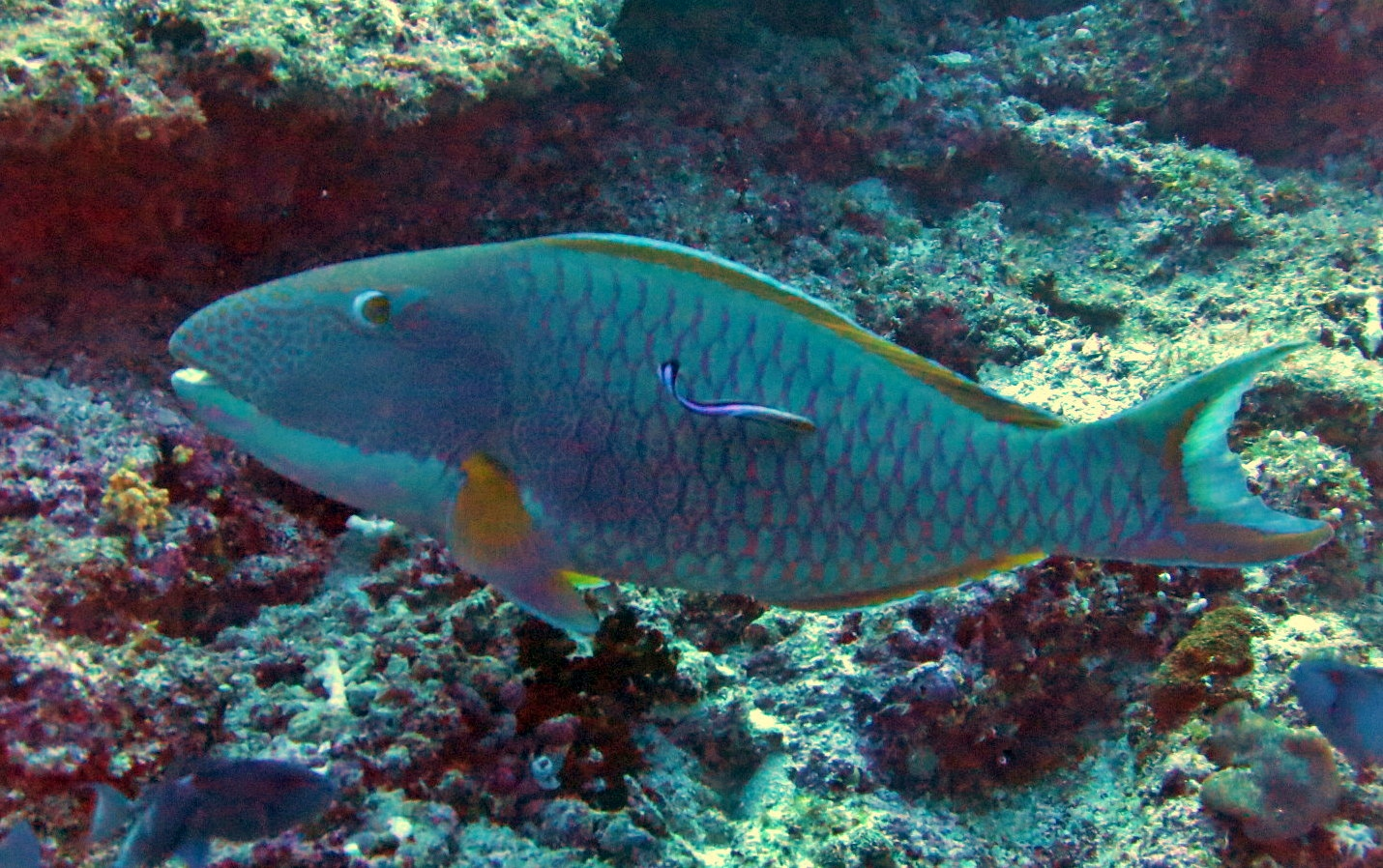
Cetoscarus ocellatus
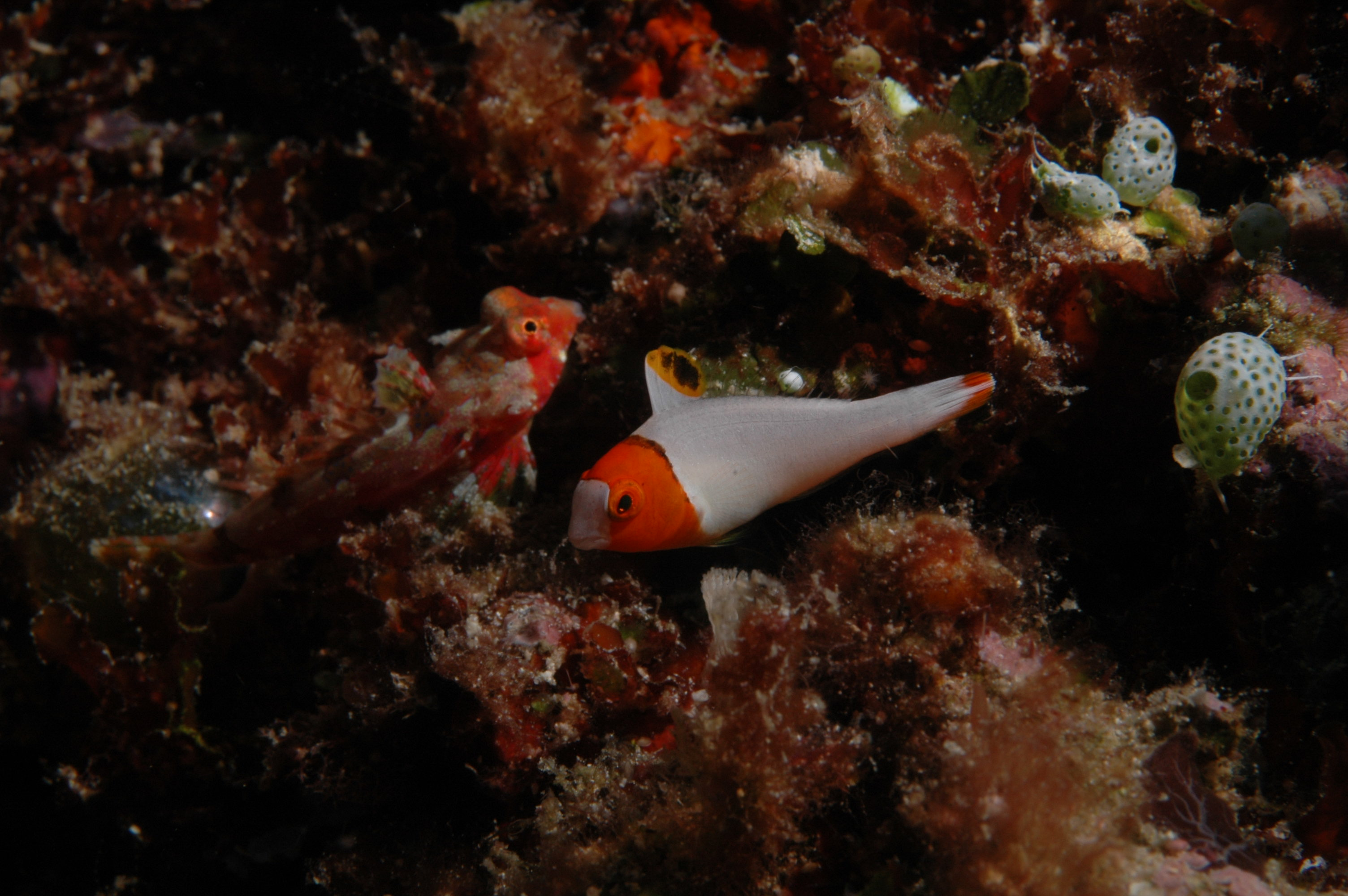
Juvénile